# Vespetrò
Il Vespetrò è un liquore alle erbe di origine savoiarda, tipico del Triangolo Lariano. In Italia è particolarmente famosa la sua versione Vespetrò Speciale, probabilmente importato sul lago di Como dall’esercito francese durante la dominazione napoleonica di inizio ‘800. Il Vespetrò Speciale divenne una bevanda iconica durante il diciannovesimo secolo.  
A testimonianza di questa diffusione abbiamo accenni al Vespetrò Speciale in diverse guide europee del tempo. La celebre guida tedesca Baedeker, nelle edizioni riservate alla Svizzera e ai Laghi Italiani del Nord, del 1859 in lingua tedesca e del 1863 in lingua inglese, osservava riguardo a Canzo: Canzo.Vespetrò heisst ein zu Canzo bereiteter guter leiqueur e Canzo. An agreeable liqueur named Vespetrò is manufactured at Canzo ("Canzo. Un buon liquore chiamato Vespetrò viene preparato a Canzo")  
Anche la prestigiosa guida Curti del 1872 scriveva: “Dopo due corte miglia da Longone, ci si affaccia Canzo. È borgata abbastanza grossa, che ha molte case di villeggiatura…Così popolato è sempre a sera il Caffè, come di giorno frequenti sono gli equipaggi che da’paesi circonvicini traggono a scopo di visita o di passeggiata. Famoso è poi il Vespetrò che vi si fabbrica, liquore che arieggia la chartreuse di Grenoble, la quale ci giunge di Francia”.  
Anche la leggenda aiutò a implementare la fama del Vespetrò Speciale. Si dice, infatti, che Stendhal passando da Canzo nel 1818 lo provò rimanendo piacevolmente colpito dal gusto accattivante. La produzione di Vespetrò raggiunse livelli di eccellenze durante l’arco temporale del secolo ‘800 tanto da essere premiato alle esposizioni internazionali di Torino del 1898 e di Parigi del 1900, e commercializzato con grande successo per tutto il secolo successivo sino al termine della produzione che avvenne prima degli anni 2000.  
La sua produzione terminò nel 1991, ma le sue ricette vennero conservate grazie a una famiglia di imprenditori di Bellagio. Dopo alcune vicissitudini che hanno impedito agli imprenditori in questione di portare avanti la produzione, a partire da gennaio 2024, la società Nuova Scannagatta Srl ha acquistato i marchi e le ricette e riportato definitivamente in vita il prodotto.